# Климушкин, Александр Степанович
Александр Степанович Климушкин (25 августа 1924, Беркулейка, Ульяновская губерния — 16 февраля 1992, Кузоватово, Ульяновская область) — участник Великой Отечественной войны, командир пулемётного взвода 120-го гвардейского стрелкового полка 39-й гвардейской стрелковой дивизии, гвардии капитан. Герой Советского Союза (1946).

## Биография
Александр Степанович Климушкин родился 25 августа 1924 года в посёлке Беркулейка (ныне — Кузоватовского района Ульяновской области) в семье крестьянина. Национальность — мордвин. Окончил 7 классов Еделевской средней школы. Работал в колхозе.
В РККА с 1942 г. В боях Великой Отечественной войны с мая 1943 года. Окончил в 1944 Владимирское пехотное училище. Был направлен в 120-й гвардейский стрелковый полк. Отличился при штурме Берлина.
Пулемётный взвод 120-го гвардейского стрелкового полка 39-й гвардейской стрелковой дивизии (8-я гвардейская армия, 1-й Белорусский фронт) под командованием гвардии лейтенанта Климушкин 20-22 апреля 1945 года, на подступах к Берлину, разгромил вражескую засаду и одним из первых форсировал реку Шпрее, захватил рубеж и удержал его, отразив 2 контратаки. В боях за Берлин 25 апреля — 2 мая 1945 года, заменил раненого командира роты, захватил зенитную батарею, важные городские здания и пленил много гитлеровцев. При штурме был ранен, но остался в строю.

«Отлично действовал двадцатидвухлетний командир роты 39-й гвардейской стрелковой дивизии старший лейтенант Николай Пименович Балакин. Разведав канализационные трубы, он принял смелое решение: пробраться по ним до канала, затем вплавь достигнуть противоположной стенки и там так же по сточному трубопроводу проникнуть в тыл противника. Маневр был осуществлен блестяще. Рота Балакина разгромила два вражеских гарнизона, захватив в плен 68 автоматчиков и пулеметчиков батальона фольксштурма. Балакин, будучи раненым, продолжал руководить боем, пока не подоспела помощь.
Таким же путём форсировали канал штурмовые группы отряда, которыми командовал старший лейтенант Александр Степанович Климушкин из 120-го гвардейского стрелкового полка 39-й гвардейской стрелковой дивизии. По сточным трубам и подземным коммуникациям связи он провел своих бойцов под мост, что возле железнодорожной станции Меккерн-Брюкке, и оттуда стремительным броском ворвался в вокзал»
— Чуйков В.И. "Конец третьего рейха". М.: Советская Россия, 1973 г.
Звание Героя Советского Союза присвоено 15 мая 1946 года.
После войны окончил курсы «Выстрел». С 1954 капитан Климушкин в запасе. Жил в посёлке Кузоватово Ульяновской области.
Умер в 1992 году.

## Награды и звания
- Герой Советского Союза[1].
- Орден Ленина № 55736.
- Медаль «Золотая Звезда» № 5812.
- Орден Александра Невского[2].
- Орден Отечественной войны I степени[3].
- Медаль «За победу над Германией в Великой Отечественной войне 1941—1945 гг.»[4].
- Медаль «За взятие Берлина»[5].
- Медали СССР.